# Пинце
Пинце (словен. Pince) — поселення в общині Лендава, Помурський регіон, Словенія. Висота над рівнем моря: 161,3 м.